# D.D.E.
D.D.E. är en norsk rockgrupp, bildad i Namsos 1991. D.D.E. hade bakgrund i bandet "After Dark" (1984–1991). Gruppen, som har rötter i trønderrock-traditionen, efter Åge Aleksandersen og Terje Tysland, fick Spellemannprisen som "Årets Spellemann" 1996. De har i många år varit ett av Norges mest populära liveband. 
Bandet slog igenom med debutsingeln "Flamma", som toppade Norsktoppen i februari/mars 1992. Det gjorde också en av deras allra största hit, "Vinsjan på kaia", som bidrog till att deras första album, Rai-rai, sålde bra. Från livealbumet Det e' D.D.E. - det beste fra scenen, som kom 1995, så har alla deras album nått Topp 10.
Sångaren Bjarne Brøndbo har också gett ut Salmer på ville veier (2002), og Purpur og gull: Åges sanger på Bjarne sitt vis (2004), samt Sommer i lufta (2008) tillsammen med trompetisten Ole Edvard Antonsen och Luftforsvarets Musikkorps.
2009 inspelades ett nytt album i Sverige, albumet Ut av kontroll med sola i auan som lanserades i juni samma år.
D.D.E. vann "Hedersprisen" under Spellemannprisen 2018.
Den 9 april 2020 sände D. D. E. en livekonsert på NRK där tittarna kunde önska låtar under konsertens gång. 

## Medlemmar
- Bjarne Brøndbo (f. 1964) – sång, dragspel, keyboard, munspel (1991–)
- Eskil Brøndbo (f. 1970) – trummor (1991–)
- Arnt Egil Rånes (f. 1973) – gitarr, banjo, bakgrundssång (1991–)
- Bård Jørgen Iversen (f. 1962) – keyboard (1991–)
- Eivind Berre (f. 1964) – basgitarr, gitarr, bakgrundssång (1991–)
- Daniel Viken (f. 1979) – gitarr, mandolin, bakgrundssång (2018–)

Tidigare medlemmar
- Frode Viken (f. 1955, d. 2018) – gitarr, basgitarr, mandolin, bakgrundssång (1991–2018)
- Terje Tranaas – keyboard (1991–2002)
- Edith Flak – sång (1991)
- Johan Midtgård – basgitarr (1991)
- Knut Håvard Lysberg – trummor (1991)
- Roar Atle – gitarr (1991)[5]

## Diskografi

### Studioalbum
- Rai-rai (1993)
- Rai 2 (1994)
- Det går likar no (1996)
- Ohwæææh!!! (1998)
- No e D.D.E. jul igjen! (1999)
- Jippi (2000)
- Vi e konga (2003)
- Næ næ næ næ næ næ (2005)
- No går det så det suse' (2007)
- Frelsesarmeens Juleplate (2008)
- Ut av kontroll med sola i auan (2009)
- Energi (2012)

### Livealbum
- Det è D.D.E. - det beste fra scenen (1995)
- Vi ska fæst – aill' mot aill (2001)
- 15 år Live (2007)
- By'n vi bor i - all de fine sangan (2014)

### Samlingsalbum
- Her bli det liv! De beste 1992–2002 (2002)
- D.D.E. (2004)
- Festen fortsetter (2008)
- Her blir det liv (2011)

## Priser
- 1996 – Spellemannprisen i klassen "Årets Spellemann"[6]
- 2002 –  Nord-Trøndelag fylkes kulturpris [7]
- 2003 – Gammleng-prisen i klassen "Populærmusikk" [8]
- 2018 – Spellemannprisen ("Hedersprisen")[4]